# Portico e San Benedetto

Portico e San Benedetto, (Pôrtic e San Bandet en dialecte romagnol), est une commune italienne de la province de Forlì-Cesena dans la région Émilie-Romagne en Italie,dans la vallée du Montone, fait partie de la colline Toscane-Romagnole et comprend trois centres habités principaux :
– Portico di Romagna, à 36 kilomètres de Forlì ;
– San Benedetto in Alpe, à 48 kilomètres de Forlì ;
– Bocconi, juste entre les deux localités précédentes.

## Géographie
Le centre principal de Portico di Romagne se trouve à 36 km de Forlì sur la route nationale SS67 qui mène à Florence, le long du fleuve Montone. Le hameau le plus éloigné (11 km) est San Benedetto in Alpi qui fait confins avec la Toscane.

## Histoire

Panorama de Portico

Le nom du principal centre habité qui appartient à la Romagne (Italie) faisait partie de la Toscane jusqu’en 1923 et dérive du latin porticum, (lieu de marché).

À l’époque médiévale, l’histoire de Portico est liée aux familles des comtes Guidi, Visconti de Milan et celles de la république florentine en lutte pour la domination des territoires de la Romagne toscane, dont Portico devint la capitale en 1386 après l’annexion par Florence.

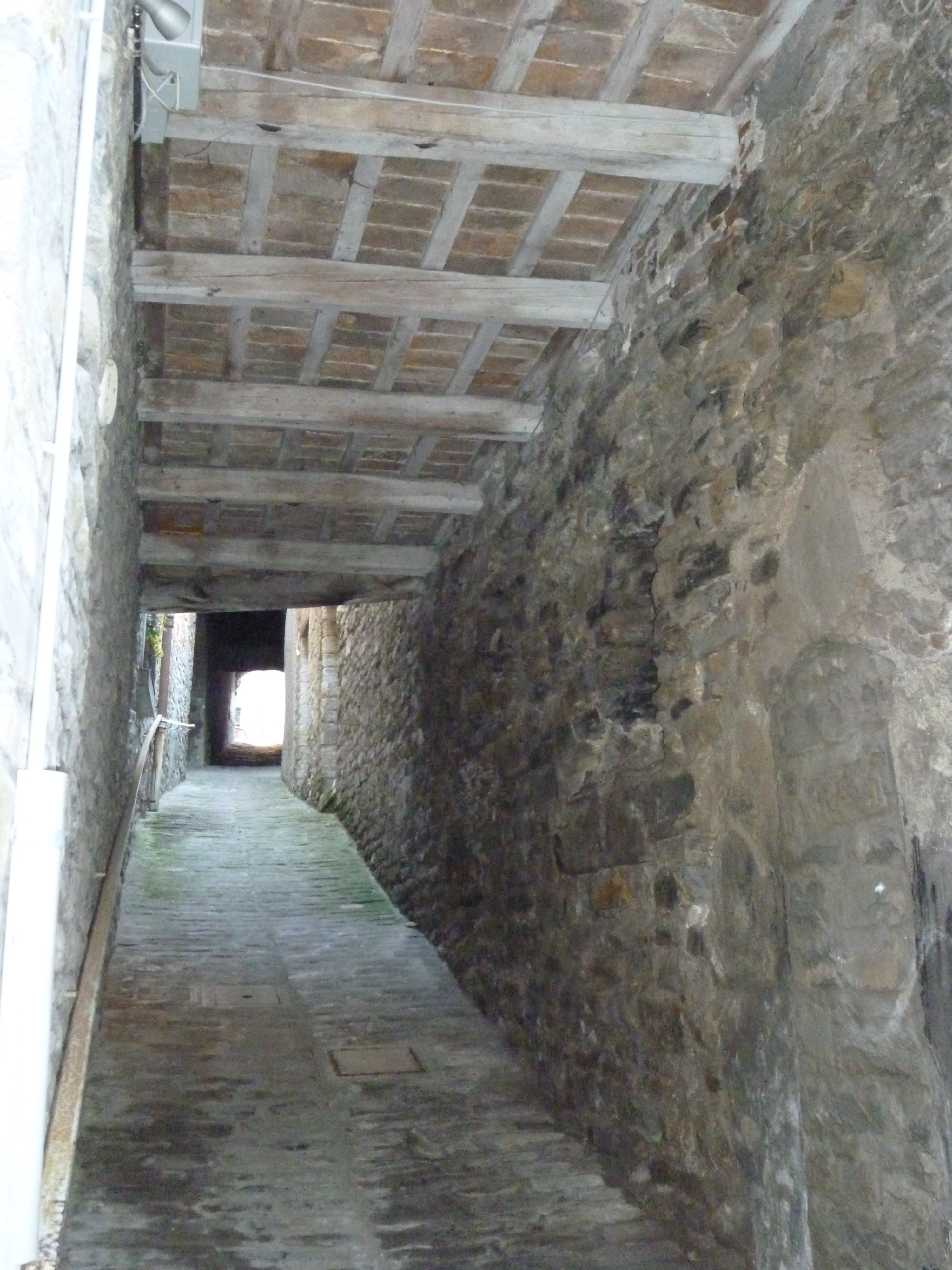
Ruelle couverte de Portico

La fraction (hameau) de Bocconi, appelée aujourd’hui Corte di Castello Bauroni, dépendait de la paroisse de San Lorenzo alla Bastia. La commune de Boccone est citée dans un document de 1411 rédigé à Portico. Vers 1429, Bocconi se dote d’un statut propre, identique aux autres deux hameaux.

En 1868, un glissement de terrain submergea une partie du bourg et une nouvelle église fut érigée en 1883 au château de Bocconi.
L’histoire de San Benedetto in Alpe est liées à celle de l’abbaye du même nom, construite vers l’an 1000 par la congrégation des bénédictins de Cluny. La décadence du monastère, débutée au XIVe siècle, s’acheva en 1499 quand le pape Alexandre VI abolit l’ordre des bénédictins pour le remplacer par la congrégation religieuse des Vallombrosains, qui y restera implantée jusqu’à son annexion au collège de San Lorenzo de Florence en 1529. Par ce dernier déclin de l’abbaye, le centre habité devint une commune indépendante avec un notable développement artisanal.

En 1440, la république florentine acheta la juridiction de la commune, en premier avec la famille de Médicis, puis avec la Maison de Lorraine.

En 1775, les communes de San Benedetto et de Portico s’unirent pour raison économique et administrative.

## Monuments et lieux d’intérêt

### Portico di Romagna

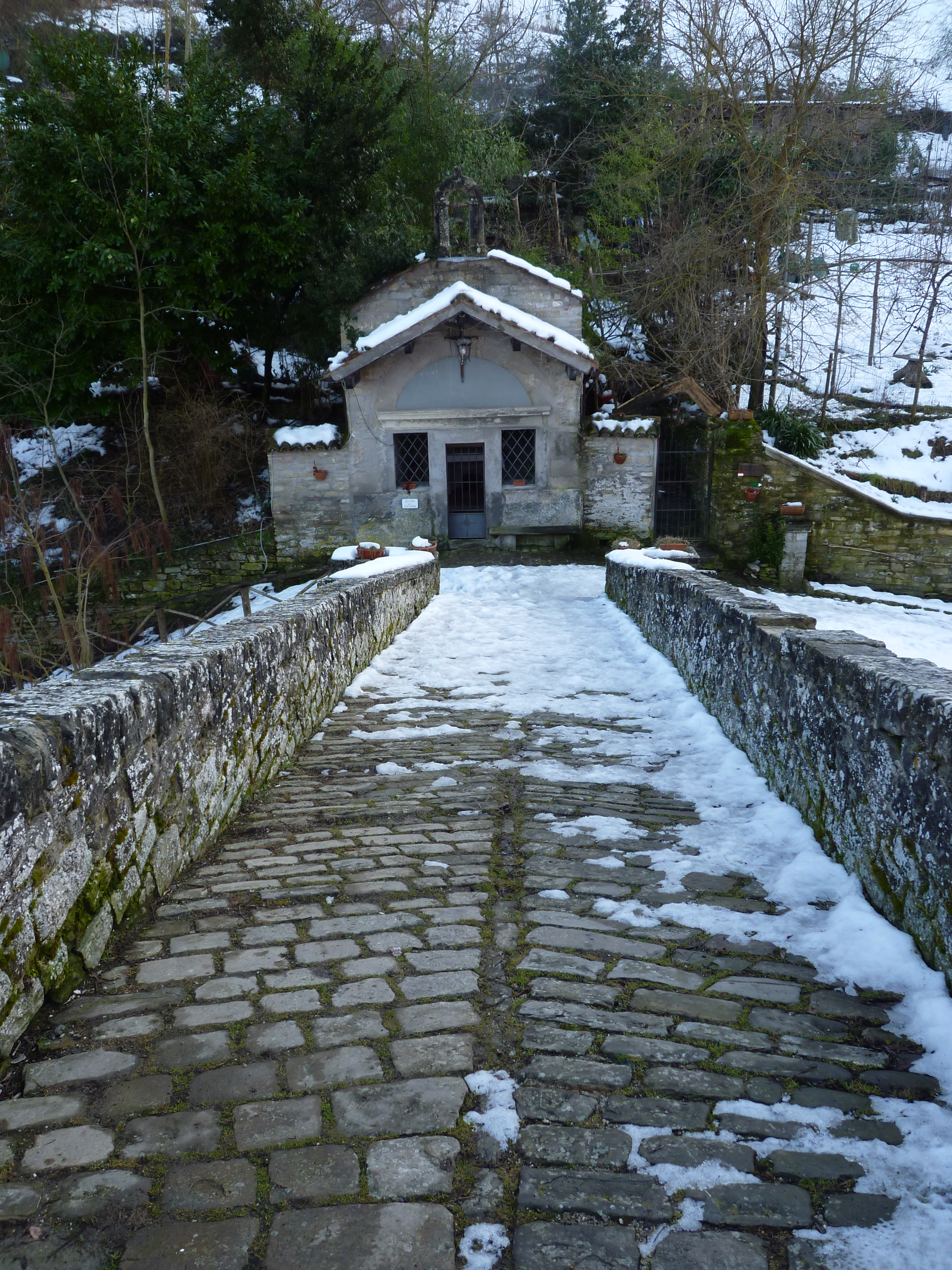
Santa Maria in Girone, Portico di R.
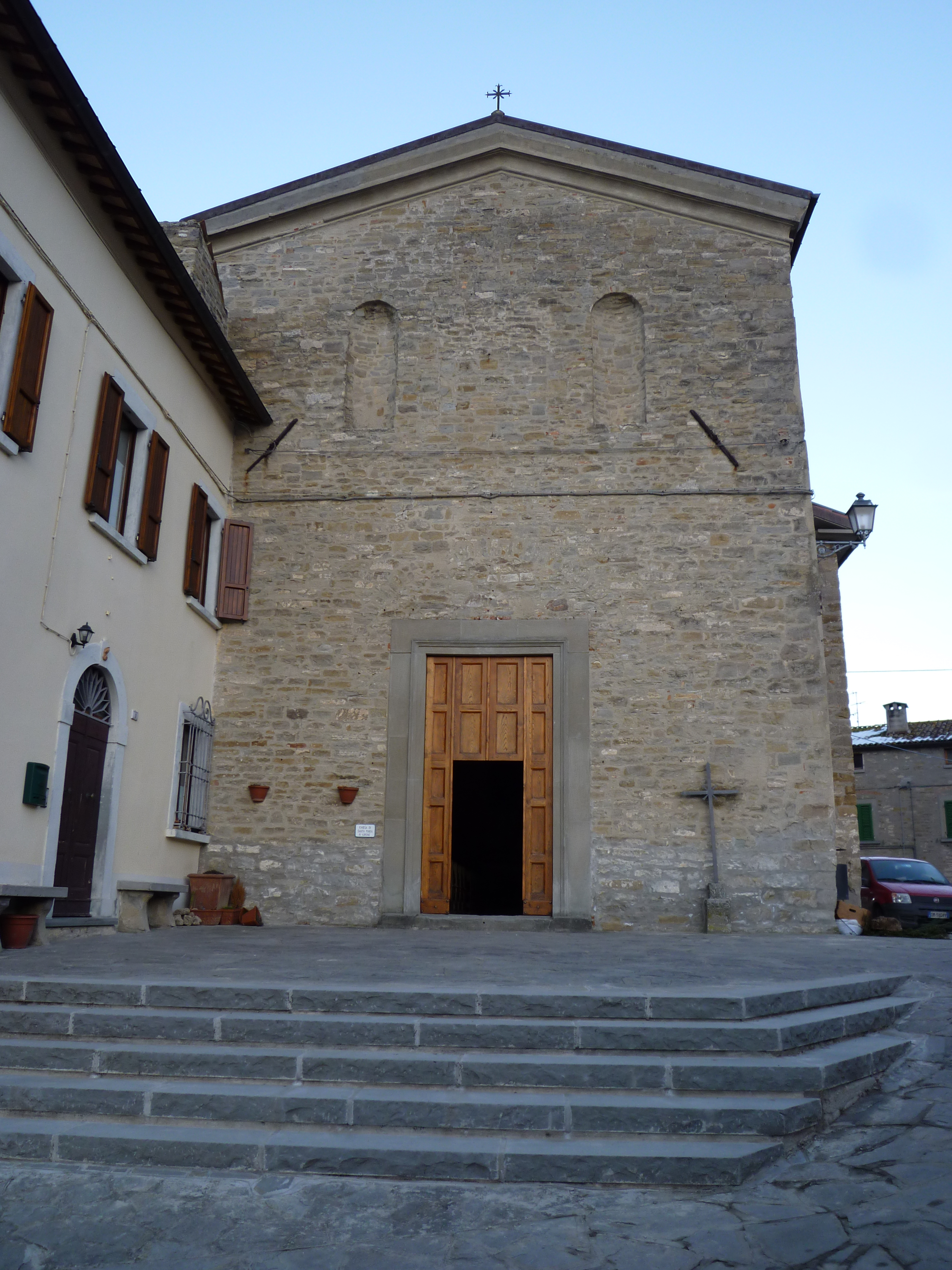
Santa Maria in Girone

- La tour médiévale, reste de l’antique château fortifié des Guidi.
- L’église de Santa Maria in Girone, de l’an 1000 restaurée en 1776, située sur l’éperon rocheux (il Girone) au-dessus du pays, où se trouvait la rocca des comtes Guidi.
- La tour de l’horloge, ancienne tour défensive du château.
- Palazzo Mazzoni, érigé entre le XVIIe et le XVIIIe siècle.
- Palazzo Portinari, selon la tradition, aurait appartenu à Folco Portinari, père de la jeune Beatrice que la poète Dante Alighieri aurait rencontré en ce lieu.
- Palazzo Traversari, sur la Via Roma, fut la propriété des nobles Traversari de Ravenne, réfugiés à Portico à la suite de luttes politiques. Lieu de naissance d’Ambrogio Traversari, prieur général de la congrégation de l’ordre camaldule et humaniste florentin du XVe siècle.
- L’église de la Compagnia ou Sanctuaire de la Beata Vergine del Sangue, où son conservées plusieurs toiles du XVIe au XVIIIe siècle.
- Le pont de la Maestà, pont à arche unique qui enjambe le Montone (fleuve) et qui conserve encore son dallage d’origine.

### Bocconi
- La tour Vigiacli, tour des gardes, construite entre le XVe et le XVIe siècle et autour de laquelle se développa le pays.
- L’église de San Lorenzo, édifiée en 1883, ornée d’une toile du Baptême de Jésus du XVIIe siècle.
- le pont de la Brusìa, à trois arcades à dos-d’âne du XVIIIe siècle.
- le bourg médiéval de la Bastìa, édifié autour de l’ancien château.

### San Benedetto in Alpe
- La cascade de l'Acquacheta (affluent du Montone), citée par Dante dans la Divine Comédie.
- L'abbaye de San Benedetto, église d’origine médiévale, qui conserve sa crypte et son cloître.
- Pian dei Romiti, une prairie le long du torrent Acquacheta où se trouvent les restes d’une agglomération rurale remontant au XVIIe siècle.

## Administration
| Période                                  | Période  | Identité    | Étiquette     | Qualité |
| ---------------------------------------- | -------- | ----------- | ------------- | ------- |
| 07/06/2009                               | En cours | Mirko Betti | Centre gauche |         |
| Les données manquantes sont à compléter. |          |             |               |         |

### Communes limitrophes
Marradi, Premilcuore 15 km, Rocca San Casciano 7 km, San Godenzo (FI) 18 km, Tredozio 14 km.

## Population

### Évolution de la population en janvier de chaque année
| 1861  | 1901  | 1921  | 1951  | 1961  | 1971  | 1981  | 1991 | 2001 |
| ----- | ----- | ----- | ----- | ----- | ----- | ----- | ---- | ---- |
| 2 506 | 3 115 | 3 120 | 2 624 | 1 756 | 1 211 | 1 034 | 966  | 863  |

| 2011 | - | - | - | - | - | - | - | - |
| ---- | - | - | - | - | - | - | - | - |
| 801  | - | - | - | - | - | - | - | - |

### Ethnies et minorités étrangères
Selon les données de l’Institut national de statistique (ISTAT) au 1er janvier 2011, la population étrangère résidente était de 52 personnes.
Les nationalités majoritairement représentatives étaient :
| Pos. | Pays         | Population |
| ---- | ------------ | ---------- |
| 1    | Burkina Faso | 18         |

## Sources
- (it) Cet article est partiellement ou en totalité issu de l’article de Wikipédia en italien intitulé « Portico e San Benedetto » (voir la liste des auteurs) le 07/06/2012.

## Note
1. ↑  (it) Popolazione residente e bilancio demografico sur le site de l'ISTAT.